# 芥川也寸志
芥川 也寸志（あくたがわ やすし、1925年7月12日 - 1989年1月31日）は、日本の作曲家、指揮者。JASRAC元理事長。

## 作風
作風は大きく分けて3つに分かれる。東京音楽学校を卒業後、快活な旋律とリズムで彩られた作風が魅力の第1期。それらの要素を削ぎ落とし、減衰、静的な要素を取り入れた前衛的作風に転換した第2期。そして第1期の快活明朗なるリズムを用いつつも、第2期以来の作風とクロスオーバーさせ、新たな世界への転換を図った第3期。この区分においても共通するものに、彼自身の生涯のテーマとなるオスティナートの使用がある。リズムを失った音楽は死ぬ、と述べているように、リズムこそ彼の音楽そのものであった。映画音楽・放送音楽の分野でも『八甲田山』『八つ墓村（野村芳太郎監督）』『赤穂浪士のテーマ』などが知られるとともに、童謡『小鳥の歌』『こおろぎ』等の作曲者としても知られる。そのほか、多くの学校の校歌や日産自動車の「世界の恋人」など、団体（企業等）のCMソングや社歌も手がけている。

## 来歴
小説家･芥川龍之介の三男として東京市滝野川区（現：東京都北区）田端に生まれる。母は海軍少佐・塚本善五郎の娘・文。長兄は俳優・芥川比呂志。次兄は多加志。也寸志の名は龍之介が親友の法哲学者・恒藤恭（つねとう きょう）の名「恭」を訓読みし万葉仮名に当て命名された。
父は1927年に自殺したが、也寸志は父の遺品であるSPレコードを愛聴し、とりわけストラヴィンスキーに傾倒した。兄弟で毎日『火の鳥』や『ペトルーシュカ』などを聴きながら遊び、早くも幼稚園の頃には『火の鳥』の「子守唄」を口ずさんでいたという。絵本の詩を即興で作曲することもあったが、当時まだ五線譜を知らなかったので、自己流の記譜法で書きとめた。このとき作った節を、作曲家になった後で気に入って自ら出版したこともある。
東京高等師範学校附属小学校（現：筑波大学附属小学校）在学中は唱歌が苦手だったために、音楽の成績は通知表の中で最も劣っていた。1941年、東京高等師範附属中学校（現：筑波大学附属中学校・高等学校）4年在学時に初めて音楽を志し、橋本國彦の紹介で井口基成に師事してバイエルから猛勉強を開始する。このとき無理が祟って肋膜炎を患う。東京高師附属中の同期には、石川六郎（鹿島建設名誉会長）、山本卓眞（富士通名誉会長）、嘉治元郎（元東京大学教養学部長）、森亘（元東京大学総長）などがいる。
1943年、東京音楽学校予科作曲部(現：東京芸術大学音楽学部作曲科)に合格したものの、乗杉嘉壽校長から呼び出しを受け、受験者全員の入試の成績一覧表を示されて「お前は最下位の成績で辛うじて受かったに過ぎない。大芸術家の倅として、恥ずかしく思え!」と叱責され、衝撃を受けた。橋本國彦に近代和声学と管弦楽法、下総皖一と細川碧に対位法を学ぶ。
1944年10月、学徒動員で徴兵され陸軍戸山学校軍楽隊に配属。東京音楽学校からは伊藤栄一、梶原完、萩原哲昌ら14人の配属者がいたが、芥川は8か月の教育期間を首席で卒業し、教育総監だった土肥原賢二中将から銀時計を賜った。その後、作曲係上等兵として團伊玖磨、奥村一、斎藤高順と共に終戦まで勤務。様々な隊歌や軍楽隊向けの作編曲を行う。
1945年8月に戦争が終わって東京音楽学校に戻ったとき、戦後の人事刷新で作曲科講師に迎えられた伊福部昭と出会い、決定的な影響を受けた。当時の進駐軍向けラジオ放送でソ連音楽界の充実ぶりを知り、ソ連への憧れを募らせた。ソ連の音楽もまた、彼の作風に影響を及ぼす。
1947年に東京音楽学校本科を首席で卒業する。本科卒業作品『交響管絃楽のための前奏曲』は伊福部の影響が極めて濃厚な作品である。伊福部が初めて音楽を担当した映画『銀嶺の果て』ではピアノ演奏を担当した。
1949年、東京音楽学校研究科を卒業する。在学中に作曲した『交響三章』や『ラ・ダンス』もこのころしばしば演奏された。
1950年、『交響管絃楽のための音楽』がNHK放送25周年記念管弦楽懸賞に特賞入賞する。このとき、もう一人の受賞者は團伊玖磨だった。同年3月21日、『交響管絃楽のための音楽』が近衛秀麿指揮の日本交響楽団（NHK交響楽団の前身）により初演され、作曲家・芥川也寸志の名は一躍脚光を浴びた。
同じ1950年には、窓ガラス越しのキスシーンで有名な東宝映画『また逢う日まで』（監督；今井正）に、ピアノを弾く学生の役で出演する。
1953年に同じく若手作曲家である黛敏郎、團伊玖磨と共に「三人の会」を結成する。作曲者が主催してオーケストラ作品を主体とする自作を発表するという、独自の形式によるコンサートを東京と大阪で5回開催した。同年開催された毎日映画コンクールでは、『煙突の見える場所』が音楽賞を獲得している。
1954年、当時まだ日本と国交がなかったソ連に、自作を携えて入国する。ソ連政府から歓迎を受け、ショスタコーヴィチやハチャトゥリアン、カバレフスキーの知遇を得て、ついには自分の作品の演奏、出版にまでこぎつけた。当時のソ連で楽譜が公に出版された唯一の日本人作曲家である。中国から香港（当時イギリス領）経由で半年後に帰国する。以後、オーケストラ作品を中心に次々と作品を発表し、戦後の日本音楽界をリードした。

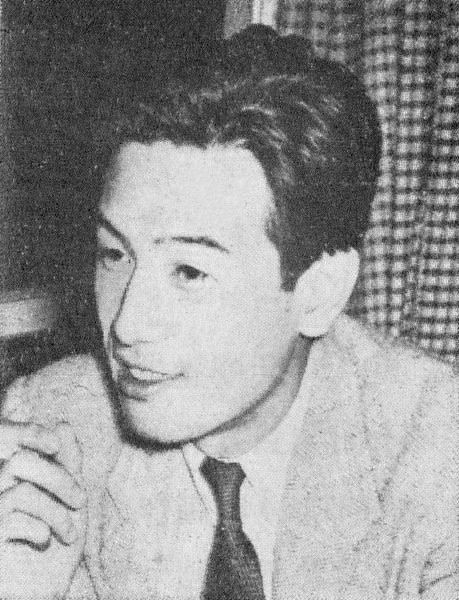
芥川也寸志

1956年、アマチュア演奏家たちの情熱に打たれて新交響楽団を結成する。以後、無給の指揮者としてこのアマチュアオーケストラの育成にあたった。1976年、当時としては画期的な、1940年代の日本人作曲家の作品のみによるコンサート「日本の交響作品展」を2晩にわたり行い、その功績を讃えられて翌年には鳥居音楽賞（後のサントリー音楽賞）を受賞した。その後もショスタコーヴィチの交響曲第4番の日本初演を行うなど活発に活動をした。一方で、同団においては一部の作品を除いて自作の演奏をなかなか行わず、ようやく1986年に創立30年記念演奏会を自作のみで行った。
1957年にはヨーロッパ旅行の帰途、インドに立ち寄ってエローラ石窟院のカイラーサナータ寺院で、巨大な岩を刳り貫いて造られた魔術的空間に衝撃を受け、このときの感動から『エローラ交響曲』を作曲、代表作の一つとなった。この頃から、動的な作風の代わりに静謐な作風を模索するようになる（いわゆる「マイナスの作曲論」などに代表される）。この『エローラ交響曲』は、伊福部と同様に若き芥川に芸術観形成で大きな影響を与えた早坂文雄に捧げられた（芥川は修業時代、早坂の許で映画音楽作曲のアシスタントを勤めた）。
1958年6月16日、京都五条の旅館にて松竹映画『欲』のための音楽を作曲中、芥川の部屋に京都大学医学部助教授夫人（35歳）が乱入し、服毒自殺を遂げるという事件が発生する。この女性は芥川に熱烈な思慕を寄せ、一方的に恋文攻勢や待ち伏せ（現在でいうストーカー行為）を繰り返していたが、恐れをなした芥川にきっぱり撥ねつけられ、絶望して覚悟の死を選んだものである。
1959年『Nyambe』が放送初演。『エローラ交響曲』で見せ始めた前衛的な語法が前面に押し出せれ、半音階的趣味、無調性、微分音なども多用されている。
1960年には大江健三郎の台本でオペラ『暗い鏡』を発表。原爆後遺症に苦しむ青年を描いた問題作として話題となった。この作品はのちにテレビオペラ『ヒロシマのオルフェ』と改作される。
1962年には『絃楽のための音楽 第1番』が東京現代音楽祭で初演される。ポスト・ヴェーベルン的な点描様式と日本の間の美学が組み合わされ、その静謐な作品は武満徹に捧げられた。1966年にはこの作品の編成を拡大した「絃楽オーケストラのための『陰画』」を放送初演。自身の「マイナス空間論」と「男と女の性」に関する探求を深めた。
1966年には新交響楽団が労音から独立。この動きはマスメディアにも取り上げられ、社会問題として扱われた。
1967年12月、芥川を中心にアマチュア合唱団「鯨」が創立する。
1967年には、それまでの作風から転換し、再びオスティナートを前面に押し出した作風へ回帰する。その背景には、松村禎三の「頭だけで考えていては何もできない」という言葉があったという。
　その後は、「オスティナータ・シンフォニカ」（1967）や「舞踏組曲『蜘蛛の糸』」（1968）、「オーケストラのためのラプソディ」（1971）などを発表。それまでの前衛的手法から徐々に従来持っているオスティナート技法を取り戻していくことになる。
　1969年の「チェロとオーケストラのためのコンチェルト・オスティナート」では、徹底的なオスティナートを堅持した作風を披露した。
1977年から1984年まで、NHKの音楽番組『音楽の広場』に司会として黒柳徹子とともに出演した。『音楽の広場』のほかにも、音楽番組のみならず彼はテレビの司会を何度か務めている（テレビ東京『木曜洋画劇場』）。ラジオの分野では1967年より死の前年までTBSラジオ『百万人の音楽』で野際陽子とパーソナリティを務めた。ダンディな容貌とソフトだが明晰な話し方で、お茶の間の人気も高かった。
1978年、第1回日本アカデミー賞で『八甲田山』と『八つ墓村』が最優秀音楽賞と優秀音楽賞を受賞した。
1988年夏、日ソ音楽交流の一環で松村禎三らと訪ソし、ヴァレリー・ゲルギエフの指揮するオーケストラが芥川の『オーケストラのためのラプソディ』などを演奏する音楽祭コンサートに出席する予定だったが、渡航直前の6月、健康診断を受けた際に進行した肺癌が見付かり、東京都中央区の国立がんセンターに入院、手術治療を受け、いったんは成功。退院後は北軽井沢の別荘で静養しながら、なかにし礼の詞による合唱曲『佛立開導日扇聖人奉讃歌“いのち”』の作曲を続けたが、11月に再び病状が悪化し再入院。それまでに合唱パート全てと六分の一ほどのオーケストレーションはできていたものの、残りの完成の遅れを気にかけた芥川は、作曲家仲間の松村禎三と黛敏郎に相談し、黛の弟子で新進作曲家であった鈴木行一に残りのオーケストレーションの完成を依頼。そして、芥川は、病状好転せぬまま、1989年1月31日入院先にて逝去した。63歳没。墓所は豊島区慈眼寺。
逝去の前日、容態急変を聞き付け病院に駆け付けた黛敏郎の手を握り、回らぬ舌で「あとをたのむ」と言ったというエピソードが、東京新聞に掲載された黛による追悼記事に残されている。最後の言葉は「ブラームスの一番を聴かせてくれないか…あの曲の最後の音はどうなったかなあ」だった。遺作『佛立開導日扇聖人奉讃歌“いのち”』の“いのち”という題は、なかにしの発案によったが、なかにしは、芥川からタイトルを訊かれた際に、その病状を慮るあまり、とうとう言い出せなかったという。鈴木が補作して完成した『佛立開導日扇聖人奉讃歌“いのち”』は、1989年5月2日に東京・サントリーホールで開催された「芥川也寸志追悼演奏会」で初演された。没後、勲二等瑞宝章を追贈された。
生前、芥川は「古事記によるオラトリオをライフワークにしたい」とたびたび述べていた。作曲を進行させていたと窺わせる発言もあり、1990年に予定されていたサントリー音楽財団による『作曲家の個展』にはそれを発表すべく委嘱も行われたのであるが、その死により実現を見なかった。
曲の構想など詳細は不明であるが、晩年、病院から一時帰宅を許されたときに自宅仕事場でスケッチされたという「チェンバロとオーケストラのためのコンチェルト」の一部の譜面が遺されているようである。これは、写真家・木之下晃が、芥川の没後に仕事場を撮影した写真の中に写っており、最晩年の芥川の音楽作品を考える上で興味深い。
芥川の音楽界での功績を記念して1990年4月、サントリー音楽財団により「芥川作曲賞」が創設された。芥川の死の半年後、埼玉県北葛飾郡松伏町に、芥川の「エローラ交響曲」から名を取った田園ホール・エローラが完成した。
2002年、芥川を記念する「芥川也寸志メモリアル オーケストラ・ニッポニカ」が設立された。

## 人物
芥川にはうたごえ運動の指導者という側面もあった。1953年の『祖国の山河に』（詩：紺谷邦子）は広く歌われた。音楽著作権関連の活動では日本音楽著作権協会（JASRAC）理事長として音楽使用料規定の改定に尽力し、徴収料金倍増などの功績を上げた。この背景には、若い頃父の印税が途絶えたために非常に生活に苦しんだ経験が理由の一つとしてあるといわれる。1989年には芥川の肖像が、著作権管理制度50年記念切手の図柄に採用されている（但し郵政省の公式の見解では「特定の人物を描いたものではない」とされていた）。そのほかにも生涯、純粋な音楽活動以外に、社会的分野などでも精力的な活動を行っている。
快活な人柄で知られ、姪からは「はるかぜおじさん」と呼ばれていた。ただし芥川自身は「私自身は物事をやや深刻に考え過ぎる欠点を持っているのに、私の音楽はその正反対で、重苦しい音をひっぱり回して深刻ぶるようなことは、およそ性に合わない」（『音楽の旅』）と述べている。例外的な作品が『チェロとオーケストラのためのコンチェルト・オスティナート』（1969年）で、この作品では芥川に珍しい苦渋に満ちた感情表現に接することができる。
父・龍之介に対しては尊敬の念を抱いていたが、同時に「学校を卒業して社会に出た時には、ことある毎に〈文豪の三男〉などと紹介され、いい年をして、親父に手を引っぱられて歩いているような気恥ずかしさに、やり切れなかった」「父が死んだ年齢である三十六歳を越えていく時は、もっとやり切れなかった。毎日のように、畜生! 畜生! と心の中で叫んでいた。無論、自分が確立されていないおのれ自身への怒りであった」（『父や母のこと』）とも告白していた。

## 私生活
結婚を3度している。
1948年2月、東京音楽学校で知り合った山田紗織（声楽科卒。のち離婚後の再婚により間所紗織となる）と結婚する。このとき芥川は紗織に対して「作曲家と声楽家は同じ家に住めない」と主張し、音楽活動を禁じている。これはマーラーが妻・アルマに取った行動と酷似しているが、芥川の場合は、彼女の歌が「作曲の邪魔になる」というもっと即物的な理由であった。歌を禁じられた紗織は「音のない」美術に転向、程なく画家として認められる。しかし、二女をもうけた後、1957年に離婚した。
長女・芥川麻実子（1948年生）はタレントとして活躍した後にメディアコーディネイターになった。『芥川龍之介あれこれ思う孫娘より』（サンケイ出版、1977年）の著書がある。
2度目の妻は女優の草笛光子である（1960年に結婚、1962年に離婚）。離婚の原因は、草笛が芥川の連れ子と不仲だったこととされる。
3度目の妻は東京芸術大学作曲科出身で石桁真礼生門下の作曲家・エレクトーン奏者の江川真澄（1970年に結婚）。彼女は結婚前、作曲・編曲だけでなくYAMAHAエレクトーン演奏の名手としても名を馳せた。真澄との間に生まれた息子・芥川貴之志（1972年生）は、エディター・スタイリストとして活動している。『Blue RIBBONS』（ディー・ディー・ウェーブ、2005年）の著書がある。

## 主な作品
『日本の作曲家：近現代音楽人名辞典』（日外アソシエーツ、2008年）の「芥川也寸志」の項目掲載の曲目を中心に掲載。

### 管弦楽・弦楽
- 交響管絃楽のための前奏曲（1947年）
- 交響三章（トリニタ・シンフォニカ）（1948年）
- 交響管弦楽のための音楽（1950年）
- 弦楽のための三楽章（トリプティーク）（1953年）
- 交響曲第1番（1954年、1955年改訂）
- エローラ交響曲（1958年）
- オスティナータ・シンフォニカ（1967年）
- チェロとオーケストラのための「コンチェルト・オスティナート」（1969年）
- GXコンチェルト　～GX-1とオーケストラのためのコンチェルト・オスティナート～（1974年）- ヤマハ・GX-1とオーケストラのための協奏曲。
- オルガンとオーケストラのための「響」（1986年）- サントリーホール落成記念委嘱作品。「オスティナータ・シンフォニカ」の素材が多く用いられている。
- ゴジラの主題によせるバラード（1988年）-「伊福部昭先生の叙勲を祝う会」にて発表された１管編成の小品。

### 室内楽・器楽
- ラ・ダンス（1948年、ピアノ）
- 弦楽四重奏曲（1948年、SQ） - 2、3楽章を「弦楽のための三楽章（トリプティク）」として改作後、破棄された。ただし、楽譜は現存する。
- ヴァイオリンとピアノのための「バラッタ」（1951年）
- Nyambe（1959年）- 破棄。ただし楽譜は現存する。
- ヴァイオリンとピアノのための《東北の獅子舞》（1979年、Vn・ピアノ）発表時タイトルは「ヴァイオリンとピアノのためのSASARA」
- 子供のための「24の前奏曲」（1979年、ピアノ）
- ノクターン（1987年、「49の作曲家によるピアノ小品集」のための）

### 吹奏楽
- March1979「栄光をめざして」（1979年／朝日新聞社創立100年記念委嘱／オーケストラ版あり）
- 行進曲「風に向かって走ろう」（1982年／あかぎ国体開催記念委嘱／オーケストラ版あり）

### オペラ
- 歌劇「暗い鏡」（1960年） -台本・大江健三郎　破棄　後にヒロシマのオルフェに改作
- 歌劇「ヒロシマのオルフェ」（1967年）- 台本：大江健三郎　ザルツブルク・オペラ・コンクール第1位。西村朗による室内管弦楽編曲版が存在。

### ミュージカル・音楽劇
- 子供のための交響曲「双子の星」（1957年、宮澤賢治作「雙子の星」による）
- 森のすきなおとなとこどものための音楽童話「ポイパの川とポイパの木」（1979年）- 語り手とorch

### 舞踊音楽
- バレエ音楽「蜘蛛の糸」（1968年）
- 音楽と舞踏による映像絵巻「月」（1981年）- イタリア放送協会賞、エミー賞受賞。

### 合唱曲
- 心の種子（1951年、合唱・ピアノ） - 全国唱歌ラジオコンクール（現 ［NHK全国学校音楽コンクール］中学校の部課題曲）
- 祖国の山河に（1953年、無伴奏合唱） - うたごえ運動のための
- 砂川（1956年、混声合唱・ピアノ）1.風に、2.土に、3.人に、4.火に - うたごえ運動のための
- 新聞（1956年、4声）
- お天道様・ねこ・プラタナス・ぼく（1958年、無伴奏混声合唱）
- 21世紀賛歌・人間はまだ若い（1983年、混声合唱・2管Orch・ブラス、宮沢章二詞）
- 佛立開導日扇聖人奉讃歌「いのち」（1988年、混声合唱・3管Orch、なかにし礼詞） - 絶筆。鈴木行一補作。1989年、追悼コンサートにて初演。

### 独唱曲
- 歌曲集《車塵集》（1949年、メゾソプラノ独唱・ピアノ）1 もみぢ葉、2 薔薇をつめば、3 水彩風景、4 採蓮、5 春のをとめ
- パプア島土蛮の歌（1950年、声・ピアノ） - 歌詞はパプア語による

### 童謡
- ぶらんこ（1950年、NHKラジオ「幼児の時間」）
- 小鳥のうた（1952年、作詞：与田準一）

### 映画音楽
- 煙突の見える場所（1953年）第4回ブルーリボン賞音楽賞（第4回から新設され、初の受賞者となった）第8回毎日映画コンクール音楽賞
- 地獄門（1953年）この作品は第7回カンヌ国際映画祭で最高賞であるグランプリ（現パルムドール）、第27回アカデミー賞で名誉賞と衣裳デザイン賞を受賞した
- 戦艦大和（1953年）
- 猫と庄造と二人のをんな（1956年）
- 男性飼育法（1959年）
- 拝啓天皇陛下様（1963年）
- 太平洋ひとりぼっち(1963年) - 共作：武満徹
- 地獄変（1969年）
- 八甲田山（1977年）- 第1回日本アカデミー賞最優秀音楽賞作
- 八つ墓村（1977年）- 第1回日本アカデミー賞最優秀音楽賞作
- 鬼畜（1978年）- 第2回日本アカデミー賞優秀音楽賞作

### 放送音楽
- えり子とともに（NHKラジオ、1949年）「初恋の歌」「えり子の歌」（野上彰作詞）
- 赤穂浪士（NHKテレビ、1964年）

## 著書
- 現代人のための音楽（新潮社 一時間文庫, 1953年） - 共著。doi:10.11501/2466215
- 現代音楽に関する3人の意見（中央公論社, 1956年） - 團伊玖磨、黛敏郎との共著。doi:10.11501/2478739
- 私の音楽談義（青木書店, 1956年 doi:10.11501/2478548 → 音楽之友社, 1959年）doi:10.11501/2488103 → ちくま文庫, 1991年 → 中公文庫, 2025年7月
- 音楽の現場（音楽之友社, 1962年） doi:10.11501/2497009
- 音楽を愛する人に――私の名曲案内（筑摩書房, 1967年 → 旺文社文庫, 1981年 → ちくま文庫, 1990年） - 日本点字図書館から1991年に点字版が刊行された。
- 音楽の基礎（岩波新書, 1971年）- 度々再版
- 音楽の遊園地（れんが書房, 1973年 → 旺文社文庫, 1982年） doi:10.11501/12431693
- 歌の絵本（全2巻）（講談社, 1977-1979年） - 編纂。
- 人はさまざま歩く道もさまざま――芥川也寸志対話集（芸術現代社, 1978年）
- 人はさまざま歩く道もさまざま――続 芥川也寸志対話集（芸術現代社, 1978年）
- 音楽の旅　エッセイ集（旺文社文庫, 1981年） doi:10.11501/12431571
- ぷれりゅうど（筑摩書房, 1990年9月）

訳書
- ドナルド・エリオット『絵本 ワニのオーケストラ入門』（岩波書店、1983年、復刊2014年）

クリントン・アロウッド絵、石井史子と共訳

## 評伝
- 『芥川也寸志　その芸術と行動』出版刊行委員会編（東京新聞出版局、1990年）
- 『芥川也寸志　昭和を生き抜いた大作曲家』芥川眞澄監修（ヤマハミュージックメディア、2018年、新編2023年）
- 藤原征生『芥川也寸志とその時代  戦後日本映画産業と音楽家たち』（国書刊行会、2025年）

## 出演歴

### テレビ
- 音楽の広場（NHK総合テレビ、1976年4月10日 - 1984年3月23日）
- N響アワー（NHK教育テレビ、1984年4月7日 - 1988年9月24日）
- 私のクイズ（日本テレビ、1963年1月11日 - 1964年11月27日）
- 土曜ロータリー（TBSテレビ、1965年4月 - 8月）
- 芥川也寸志の土曜パートナー（TBSテレビ、1965年 - 1970年）
- 芥川也寸志のコンサート・コンサート（TBSテレビ、1970年）[10]
- 木曜洋画劇場（東京12チャンネル （現：テレビ東京）、1969年10月16日 - 1973年4月26日）

### ラジオ
- 音楽クラブ - やぶにらみの音楽論（NHKラジオ、1956年 - 1960年）
- オーナー（TBSラジオ、1964年7月13日 - 1966年10月1日）
- サンスイ名曲サロン（TBSラジオ、1964年4月3日 - 1965年4月30日）
- 今晩は! 音楽です（TBSラジオ、1965年8月5日 - 1966年4月7日）
- 百万人の音楽（TBSラジオ、1967年4月16日 - 1988年）

### CM
- ゼネラル「ザ・マルチ」（カラーテレビ）
- 小西六（現コニカミノルタ）「サクラカラー400」
- プラチナ万年筆
- 大正製薬「サモン」

## 関連人物

### 門下
- いずみたく
- 菅野よう子

### アシスタント
- 武満徹
- 菅野光亮
- 毛利蔵人